# Johann Blank (SS-Mitglied)

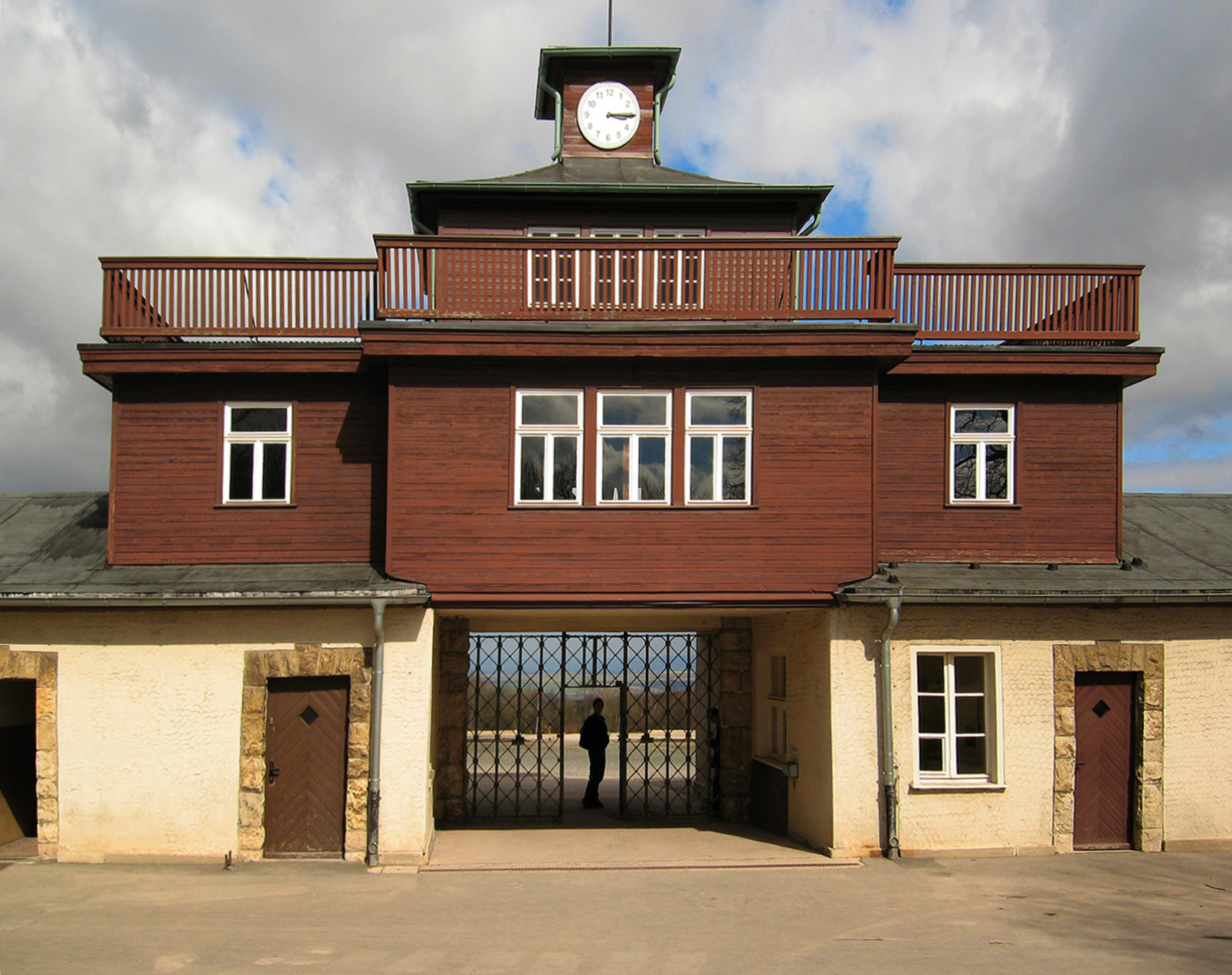
Tor zum Lager im KZ Buchenwald

Johann Blank (* 7. Mai 1906; † 15. Februar 1944 im KZ Buchenwald) war ein deutscher SS-Hauptscharführer, der im KZ Buchenwald zahlreiche Morde verübte.

## Leben
Johann Blank wurde 1935 in die Wachmannschaft des KZ Dachau übernommen. Im September 1939 wurde er als Aufseher in das KZ Buchenwald versetzt, wo er zunächst im Arrestzellenbau des Lagers und später als Kommandoführer im Steinbruch eingesetzt war. Er gehörte dem Netzwerk des Lagerkommandanten Karl Otto Koch an und war Angehöriger des Exekutionskommandos Kommando 99, das unter Verwendung einer im ehemaligen Pferdestall des Konzentrationslagers installierten Genickschussanlage hauptsächlich sowjetische Kriegsgefangene systematisch tötete. Am 13. April 1940 wurde aufgrund seines Befehls und seiner aktiven Mithilfe der österreichische Politiker und ehemalige Justizminister Robert Winterstein erschossen. Den KPD-Politiker und ehemaligen Abgeordneten im Reichstag Werner Scholem erschoss er am 17. Juli 1940 persönlich.
Im November 1940 wurde er Kommandoführer im Außenlager Goslar. Im November 1941 beteiligte er sich aktiv an der von Karl Otto Koch befohlenen Ermordung von Walter Krämer und Karl Peix, die er ins Lager brachte und den Posten befahl, Krämer und Peix über die Postenkette zu jagen und dann zu erschießen. Im Dezember 1941 wurde SS-Oberführer Hermann Pister als Nachfolger von Karl Otto Koch Lagerkommandant und im August 1942 wurde Blank Kommandoführer im Außenlager Quedlinburg.
Bei den im Rahmen der Buchenwalder Korruptionsaffäre im Umfeld und Netzwerk von SS-Standartenführer Koch durchgeführten Ermittlungen zur Aufdeckung der persönlichen Bereicherung von SS-Angehörigen durch Unterschlagungen fand der unter dem Chefrichter Werner Paulmann als Untersuchungsführer fungierende SS-Richter Konrad Morgen unter Mithilfe der Ermittlungsorgane (u. a. Bernhard Wehner) bei Durchsuchungen der Unterkünfte von Kochs ehemaligen Mitarbeitern hohe Geldbeträge, sowie auch Schmuck und Klumpen aus dem Zahngold ermordeter Häftlinge. Zudem wurden weitere Morde und Mordversuche an Häftlingen aufgedeckt, die aufgrund deren Mitwisserschaft beziehungsweise Aussagebereitschaft erfolgten.

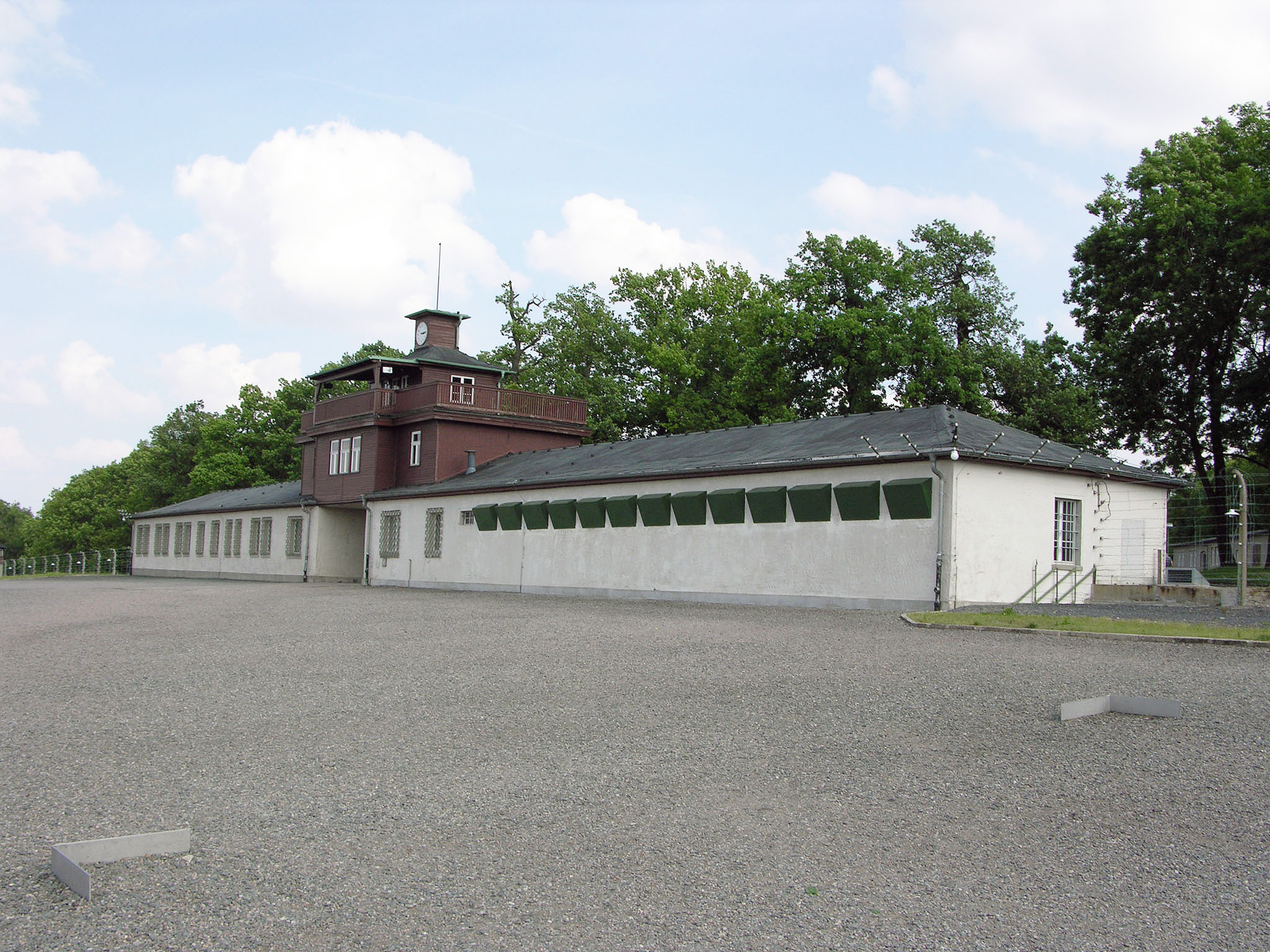
Arrestgebäude (Bunker) im KZ Buchenwald

Blank wurde im Jahr 1943 verhaftet, im Bunker des KZ Buchenwald inhaftiert und wegen schweren militärischen Diebstahls, Devisenvergehen und Unterschlagung, Körperverletzung, Totschlag und Mord durch das unter der Jurisdiktion von Josias zu Waldeck und Pyrmont stehende „SS- und Polizeigericht XXII“ in Kassel (Chefrichter Obersturmbannführer Werner Paulmann) angeklagt.
Blank beging noch vor Beginn der Verhandlung Mitte Februar 1944 im KZ Buchenwald Suizid, indem er sich mit einem Strick erhängte.